# Schartnerkogeltunnel
Der Schartnerkogeltunnel ist ein 1.167 Meter langer, zweiröhriger Autobahntunnel auf der Pyhrnautobahn A9 bei Deutschfeistritz.
Er quert den gleichnamigen Berg Schartnerkogel, bei dem Gelber Lein ein häufiges Naturvorkommen war und zum Ausweis eines Naturschutzgebietes führte, dem NSG Halbtrockenrasen am Schartnerkogel (NSG-c26).
Der Tunnel wurde im Jahr 2008 generalsaniert und mit LED-Bordsteinreflektoren und heller Beleuchtung auf den neuesten Stand der Technik gebracht, wie ein Brandversuch der Technischen Universität Graz vom April desselben Jahrgangs beweist.